# Calanthe sylvatica
Espèce
Synonymes
- Alismorchis emarginata (Lindl.) Kuntze[1]
- Alismorchis masuca (D. Don) Kuntze[1]
- Alismorchis natalensis (Rchb. f.) Kuntze[1]
- Alismorchis pleiochroma (Rchb. f.) Kuntze[1]
- Alismorchis textori (Miq.) Kuntze[1]
- Alismorkis centrosis (Thouars) Steud.[1]
- Alismorkis emarginata (Blume) Kuntze[1]
- Alismorkis masuca (D.Don) Kuntze[1]
- Alismorkis natalensis (Rchb.f.) Kuntze[1]
- Alismorkis plantaginea (Thouars) Kuntze[1]
- Alismorkis textorii (Miq.) Kuntze[1]
- Amblyglottis emarginata Blume[1]
- Bletia masuca D. Don[2]
- Bletia masuca D.Don[1]
- Bletia sylvatica (Thouars) Bojer[1]
- Calanthe candida Bosser[1]
- Calanthe delphinioides Kraenzl.[1]
- Calanthe emarginata (Blume) Lindl.[1]
- Calanthe furcata f. masuca (D.Don) M.Hiroe[1]
- Calanthe kintaroi Yamam.[1]
- Calanthe longicalcarata Hayata ex Yamam.[1]
- Calanthe masuca (D. Don) Lindl.[2]
- Calanthe masuca (D.Don) Lindl.[1]
- Calanthe natalensis (Rchb.f.) Rchb.f.[1]
- Calanthe okinawensis f. albiflora Ida[1]
- Calanthe pleiochroma Rchb.f.[1]
- Calanthe sanderiana Rolfe[1]
- Calanthe textorii Miq.[1]
- Calanthe versicolor Lindl.[1]
- Calanthe wightii Rchb.f.[1]
- Centrosia aubertii A.Rich.[1]
- Centrosis corymbosa Thouars[1]
- Centrosis plantaginea Thouars[1]
- Centrosis sylvatica Thouars[1]
- Zoduba masuca (D.Don) Buch.-Ham.[1]

Calanthe sylvatica est une espèce de plantes à fleurs de la famille des Orchidaceae et du genre Calanthe. C'est une urchidée présente dans plusieurs pays d'Afrique subsaharienne.

## Liste des variétés
Selon Tropicos (21 décembre 2018) (Attention liste brute contenant possiblement des synonymes) :
- Calanthe sylvatica var. geerinckiana Stévart ; elle est endémique de l'île de Sao Tomé[4] et doit son épithète au botaniste belge Daniel Geerinck, spécialiste des Orchidées d'Afrique centrale, qui la découvrit.
- Calanthe sylvatica var. natalensis Rchb. f.
- Calanthe sylvatica var. pallidipetala Schltr.